# Imabetsu
Imabetsu (japanska: 今別町?, Imabetsu-machi) är en landskommun (köping) på Tsugaruhalvön i Aomori prefektur i Japan.  
I kommunen finns järnvägsstationen Oku-Tsugaru-Imabetsu på Hokkaido Shinkansen-linjen mellan Shin-Aomori och Shin-Hakodate-Hokuto, som ger förbindelse med höghastighetståg från Tokyo.